# Сакадагиано
Сакадагиано (груз. საქადაგიანო) — село в Грузии, на территории Каспского муниципалитета края (мхаре) Шида-Картли.

## География
Село находится в центральной части Грузии, на правом берегу реки Ксани, на расстоянии приблизительно 10 километров (по прямой) к востоко-юго-востоку от города Каспи, административного центра муниципалитета. Абсолютная высота — 503 метра над уровнем моря.

## Население
По результатам официальной переписи населения 2014 года, в Сакадагиано проживало 1268 человек (649 мужчин и 619 женщин). В национальной структуре населения азербайджанцы составляли 72 %, грузины — 25,1 %, осетины — 2,8 %.
| Год  | Население, человек |
| ---- | ------------------ |
| 2002 | 1095               |
| 2014 | ↗ 1268             |